# S 499.0
240 (до 1988 года — серия S 499.0) — четырёхосный электровоз переменного тока (25 кВ), используемый железными дорогами Чехии, Словакии и Болгарии.
Прообразом этой серии (как и серии 489.0) послужил шестиосный электровоз ЧС4 (заводская серия 52Е), изготавливавшийся на народном предприятии Škoda им. В. И. Ленина в городе Пльзень с 1965 года для поставки в СССР. Для использования в Чехословакии мощность шестиосного электровоза была избыточной, поэтому был разработан четырёхосный локомотив.
Как и на ЧС4, кузов электровоза E 499.0 был каркасно-раскосной конструкции с обшивкой из стеклопластика. Кабины машиниста имели панорамное остекление. Прожектор был установлен над лобовыми стёклами. На буферном брусе — буфера и винтовая сцепка. Вход в электровоз осуществляется через двери в кабине машиниста.
Первые 70 электровозов были изготовлены в 1968 году, ещё 50 — в 1969 году. Эти электровозы были направлены в локомотивные депо в городах Пльзень, Хеб и Ческе-Будеёвице на территории нынешней Чехии, а также в Братиславе и Нове-Замки на территории нынешней Словакии. Затем ещё 25 электровозов были изготовлены для обслуживания пассажирских экспрессов между городами Братислава и Кутна-Гора, Зволен — Нове-Замки.